# Eurysternus sanbornei
Eurysternus sanbornei är en skalbaggsart som beskrevs av Gill 1990. Eurysternus sanbornei ingår i släktet Eurysternus och familjen bladhorningar. Inga underarter finns listade i Catalogue of Life.